# Lipová (okres Děčín)
Lipová (Duits: Hainspach) is een Tsjechische gemeente in de regio Ústí nad Labem, en maakt deel uit van het district Děčín.
Lipová telt 657 inwoners.

## Bereikbaarheid
Lipová ligt 50 km van de internationale luchthaven van Dresden, 140 km van Praag.

## Bezienswaardigheden
Op hemelsbreed 10 km begint het jongste Tsjechisch nationaal park ‘Tsjechisch Zwitserland’, onder andere bekend vanwege de grootste natuurlijk brug en de diepste kloof van Europa.

### Chateau Lipová
Het enige barokke paleis in Noord-Bohemen is in Lipová te vinden. Het huidige Chateau Lipová is deels verwoest door brand en ten gevolge van oneigenlijk gebruik direct na de Tweede Wereldoorlog, beschadigd. Het is gelegen aan een natuurlijk meer van ca 6 ha.
Dit meer wordt gevoed middels een natuurlijke bron even ten noorden van Lipová in de bossen direct tegen de Duits-Tsjechische grens.
Arnoltice · 
Benešov nad Ploučnicí · 
Bynovec · 
Česká Kamenice · 
Děčín · 
Dobkovice · 
Dobrná · 
Dolní Habartice · 
Dolní Podluží · 
Dolní Poustevna · 
Doubice · 
Františkov nad Ploučnicí · 
Heřmanov · 
Horní Habartice · 
Horní Podluží · 
Hřensko · 
Huntířov · 
Chřibská · 
Janov · 
Janská · 
Jetřichovice · 
Jílové · 
Jiřetín pod Jedlovou · 
Jiříkov · 
Kámen · 
Krásná Lípa · 
Kunratice · 
Kytlice · 
Labská Stráň · 
Lipová · 
Lobendava · 
Ludvíkovice · 
Malá Veleň · 
Malšovice · 
Markvartice · 
Merboltice · 
Mikulášovice · 
Rumburk · 
Růžová · 
Rybniště · 
Srbská Kamenice · 
Staré Křečany · 
Starý Šachov · 
Šluknov · 
Těchlovice · 
Valkeřice · 
Varnsdorf · 
Velká Bukovina · 
Velký Šenov · 
Verneřice · 
Veselé · 
Vilémov